# Systasis
Systasis is een geslacht van vliesvleugeligen uit de familie Pteromalidae. De wetenschappelijke naam van dit geslacht is voor het eerst geldig gepubliceerd in 1834 door Walker.

## Soorten
Het geslacht Systasis omvat de volgende soorten:
- Systasis acuta (Fonscolombe, 1832)
- Systasis afra Masi, 1938
- Systasis aligarhensis Jamal Ahmad & Shafee, 1994
- Systasis alticola (Risbec, 1955)
- Systasis angustula Graham, 1969
- Systasis annulipes (Walker, 1834)
- Systasis aquila Heydon, 1995
- Systasis australiensis (Girault, 1913)
- Systasis basiflava Graham, 1981
- Systasis basilewskyi (Risbec, 1957)
- Systasis bato (Walker, 1839)
- Systasis cecidomyiae (Ashmead, 1900)
- Systasis cecili Girault, 1929
- Systasis celer Goureau, 1851
- Systasis cenchrivora Farooqi & Menon, 1972
- Systasis cernus (Walker, 1839)
- Systasis coerulea Delucchi, 1962
- Systasis dalbergiae Mani, 1942
- Systasis darlingi Dzhanokmen, 1996
- Systasis dasyneurae Mani, 1939
- Systasis dice (Walker, 1839)
- Systasis doddi (Girault, 1915)
- Systasis encyrtoides Walker, 1834
- Systasis ephedrae Dzhanokmen, 1982
- Systasis euctemon (Walker, 1839)
- Systasis flindersiae Girault, 1934
- Systasis gabiroi (Risbec, 1957)
- Systasis gibsoni Dzhanokmen, 1996
- Systasis graminis (Cameron, 1912)
- Systasis grotiusi Girault, 1915
- Systasis guierae (Risbec, 1951)
- Systasis halimodendronis Dzhanokmen, 1996
- Systasis hansoni Heydon, 1995
- Systasis henrici Girault, 1913
- Systasis horridula (Girault, 1915)
- Systasis insularis Dodd & Girault, 1915
- Systasis keatsi Girault, 1927
- Systasis lelex (Walker, 1839)
- Systasis letus (Walker, 1839)
- Systasis longula Boucek, 1956
- Systasis merula (Walker, 1839)
- Systasis nigra Sureshan, 2002
- Systasis obolodiplosis Yao & Yang, 2009
- Systasis oculi Xiao & Huang, 2001
- Systasis ovoidea Xiao & Huang, 2001
- Systasis parvula Thomson, 1876
- Systasis persimilis (Dodd & Girault, 1915)
- Systasis procerula Xiao & Huang, 2001
- Systasis punctativertex Girault, 1915
- Systasis quadridentatus Girault, 1922
- Systasis rimata Xiao & Huang, 2001
- Systasis seposita Girault, 1915
- Systasis tena Heydon, 1995
- Systasis tenuicornis Walker, 1834
- Systasis varipes Girault, 1915
- Systasis viridis (Girault, 1916)
- Systasis vischnu (Motschulsky, 1863)